# Barnardcallichirus
Barnardcallichirus is een geslacht van kreeftachtigen uit de klasse van de Malacostraca (hogere kreeftachtigen).